# Olympische Winterspiele 2006/Teilnehmer (Island)
| Gelbes Symbol für Goldmedaillen mit stilisierten Olympischen Ringen | Graues Symbol für Silbermedaillen mit stilisierten Olympischen Ringen | Braundes Symbol für Bronzemedaillen mit stilisierten Olympischen Ringen |
| ------------------------------------------------------------------- | --------------------------------------------------------------------- | ----------------------------------------------------------------------- |
| —                                                                   | —                                                                     | —                                                                       |

Island nahm an den Olympischen Winterspielen 2006 im italienischen Turin mit einer Delegation von fünf Athleten teil.

## Flaggenträger
Die alpine Skirennläuferin Dagný Linda Kristjánsdóttir trug die Flagge Islands während der Eröffnungsfeier, bei der Abschlussfeier wurde sie von Sindri Pálsson getragen.

## Teilnehmer nach Sportarten

### Ski Alpin
- Björgvin Björgvinsson
Riesenslalom, Männer: im 1. Durchgang ausgeschieden
Slalom, Männer: 22. Platz – 1:51,23 min
- Dagný Linda Kristjánsdóttir
Abfahrt, Damen: 23. Platz – 1:59,43 min
Super-G, Damen: 23. Platz – 1:34,56 min
Riesenslalom, Damen: im 1. Durchgang ausgeschieden
Alpine Kombination, Damen: 28. Platz – 3:04,25 min
- Kristinn Ingi Valsson
Slalom, Männer: 35. Platz – 1:59,80 min
- Kristján Uni Óskarsson
Riesenslalom, Männer: im 1. Durchgang ausgeschieden
Slalom, Männer: 28. Platz – 1:54,70 min
- Sindri Pálsson
Abfahrt, Männer: 48. Platz – 1:57,69 min
Slalom, Männer: im 1. Durchgang ausgeschieden
Alpine Kombination, Männer: ausgeschieden im Slalom (1. Lauf)